# Hugin (bateau viking)
Pour les articles homonymes, voir Hugin.
Le Hugin est le nom donné à une réplique du bateau viking exposé à Pegwell Bay entre Ramsgate et Sandwich dans le Kent depuis 1949. C'est une réplique d'un bateau de Gokstad.

## Histoire
Il a été donné par le gouvernement danois pour le 1500e anniversaire de l'invasion anglo-saxonne par les rois Hengist et Horsa.

Construit au Danemark, il a été amené par un équipage de 53 danois et a débarqué à Broadstairs (Viking Bay) dans le Kent. Puis il a été transféré à son emplacement actuel. En 2005 il a bénéficié d'une restauration.